# Binbō shimai monogatari
Binbō shimai monogatari (貧乏 姉妹 物語, « L'histoire des sœurs pauvres ») est un seinen manga  d'Izumi Kazuto prépublié dans le Monthly Sunday Gene-X entre mai 2004 et novembre 2006 et publié par Shōgakukan en un total de 4 volumes reliés.
Une adaptation en série d'animation de 10 épisodes produite par Toei Animation est diffusée sur TV Asahi entre le 29 juin 2006 et le 14 septembre 2006.

## Synopsis
Kyō et Asu Yamada sont deux sœurs. Âgées respectivement de 15 et 9 ans, elles ont perdu leur mère et leur père s'est enfui à la suite de dettes de jeu. Vivant et étudiant à Tōkyō, elles tentent de vivre en protégeant le bonheur d'être ensemble, malgré leur difficulté à subvenir à leur besoin, leur seul revenu étant le maigre salaire de Kyō, livreuse de journaux avant la classe. Leur voisinage et leur terrifiant propriétaire protège toutefois de bon cœur ces sœurs courageuses et qui savent garder le sourire quoi qu'il arrive.

## Personnages
Kyō Yamada (山田 きょう, Yamada Kyō)
Voix japonaise : Maaya Sakamoto
Asu Yamada (山田 あす, Yamada Asu)
Voix japonaise : Tomoko Kaneda
Genzō Hayashi (林 源三, Hayashi Genzō) ou Owner-san
Voix japonaise : Mugihito
Ginko Echigoya (越後屋 銀子, Echigoya Ginko)
Voix japonaise : Etsuko Kozakura
Kinko Echigoya (越後屋 金子, Echigoya Kinko)
Voix japonaise : Naomi Shindō
Ranko Saegusa (三枝 蘭子, Saegusa Ranko)
Voix japonaise : Akiko Hiramatsu

## Anime
- Réalisateur : Yukio Kaizawa
- Character designer : Kazuhiro Takamura
- Musique : Akiko Kosaka
- Production : Frontier Works, Studio Toei
- Animation : Studio Toei
- Studio intervaliste : M.S.J Musashino Production
- Arrière-plans : Atene Art, Magic House

### Musiques
- Opening : Shinkokyū
  - Paroles de Babee
  - Musique de Franken
  - Chanté par Splash Candy
- Ending : Soyokaze Life
  - Paroles de Kiyomi Kumano
  - Musique et arrangement de Shinichi Sakurai
  - Chanté par Kanako Sakai